# Блу-Лейк (озеро, Южная Австралия)
Блу-Лейк (Голубое озеро) — пресноводное кратерное озеро, расположенное в спящем вулканическом мааре, связанном с маарским комплексом Гамбир.

## География
Озеро расположено недалеко от горы Гамбье в районе Побережья Известняка в Южной Австралии и является одним из четырёх кратерных озёр на горе Маунт Гамбье. Из четырёх озёр осталось только два, так как два других (Нога Маттона и Браун) высохли за последние 30—40 лет из-за снижения уровня грунтовых вод. Извлечённое из озера ядро длиной 4 м после исследования органических растительных волокон и биогенных карбонатов из ламинированной последовательности ядра и из современного образца воды по радиоуглероду (14C) в ускорительной масс-спектрометрии (AMS) показало, что вулкан зародился примерно 28 000 лет назад, а последнее извержение было 4300 лет назад.
Размеры кратера составляют 1200 на 824 м, но само озеро имеет размеры 1087 на 657 м. Дно озера находится на 17 м ниже уровня главной улицы соседнего города Маунт-Гамбиер. Голубое озеро снабжает этот город питьевой водой.

## Исследования
Батиметрические исследования обнаружили самую глубокую точку в озере на 77 метрах в 1967 году. Основное подводное исследование озера впервые было произведено в 1985 году. Пещерный ныряльщик Питер Хорн провёл исследования температуры и видимости, а также обнаружил виды пресноводных губок и других беспозвоночных. Это исследование также обнаружило строматолитовое месторождение, коллекцию полых скальных образований, которые находятся по северо-восточному периметру на глубине 40 м. В 2008 году SA Water предоставила разрешение на ещё одно водолазное исследование центральной и самой глубокой части озера. При этом погружении были взяты образцы керна из покрытого кальцитом ила дна озера, где температура воды падает до 14 °C.

## Это интересно

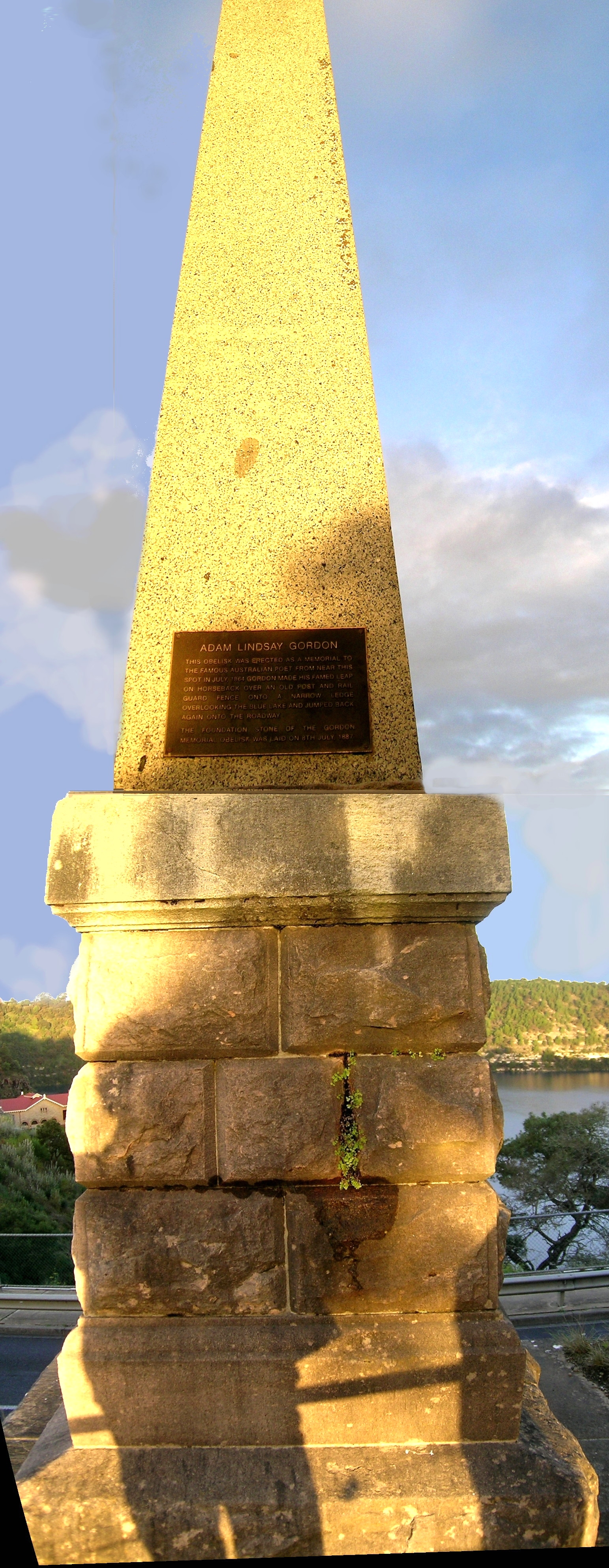
Обелиск в честь Гордона

### Ежегодное изменение цвета
В период с декабря по март озеро приобретает насыщенный кобальтово-синий цвет, а с апреля по ноябрь возвращается к более холодному стальному серому цвету. Точная причина этого явления до сих пор остается предположением. Скорее всего это связано с нагреванием поверхностных слоёв озера в течение лета примерно до 20 °C, в результате чего карбонат кальция выпадает в осадок из раствора, позволяя микрокристаллитам карбоната кальция формироваться. Это приводит к рассеиванию голубых длин волн солнечного света. Зимой озеро становится хорошо перемешанным и недавние исследования показывают, что во время этой фазы цветового цикла озеро несколько мутнее из-за перераспределения танинов и частиц карбоната кальция по всему озеру. Было также обнаружено, что солнечная высота влияет на воспринимаемый цвет озера. Движение планктонных форм жизни в озере в течение сезонов и в течение дня может также играть роль в изменении цвета.

### Прыжок Гордона
В июле 1864 года Адам Линдсей Гордон совершил дерзкий подвиг верховой езды на краю Голубого озера, известный как «Прыжок Гордона». Возведённый в его честь памятный обелиск имеет надпись:
Этот обелиск был возведён как памятник знаменитому австралийскому поэту. Примерно в этом месте в июле 1864 года Гордон совершил свой знаменитый прыжок верхом на лошади через старый столб и ограждение рельсовой охраны на узкий выступ, выходящий на Голубое озеро, и снова прыгнул обратно на дорогу. Первый камень «Обелиска Гордона» был заложен 8 июля 1887 года.